# Ляоакын
«Ляоакын» — второй полноформатный музыкальный альбом российской группы «Хадн дадн». Альбом вышел 7 апреля 2019 года.

## История
Ещё до записи альбома группа «Хадн дадн» заявляла, что играет в своём собственном жанре, который называется «ляоакын». По словам Варвары Краминовой, солистки и автора текстов группы, «„ляо“ в данном случае означает залихватство и присутствие этнических мотивов, а в „акын“ мы вкладываем познание мира через личное переживание». Сам термин «ляоакын» придумал Антон Моисеенко, продюсер группы. Как Краминова объяснила в интервью Colta, большинство песен альбома были записаны до выхода первой записи группы, «Тайного альбома». Сведением и мастерингом группа занималась в деревне.
Почти все песни на альбоме [...] были написаны более двух лет назад, во времена становления ляоакына и «Хадн дадн». Мы совершенно не представляли раньше, что делать с этими песнями и как их аранжировать, и терпеливо ждали момента, когда это решится само собой. Так и случилось: за эти два года Никита Чернат, бессменный барабанщик «Хадн дадн», блестящий музыкант и артист, человек-лавина, в совершенстве овладел искусством Ableton, стал повелителем бита и смог создать аранжировки, которые позволили ляоакыну материализоваться.Варвара Краминова
Портал «Лайфхакер» включил «Ляоакын» в список самых ожидаемых русскоязычных альбомов 2019 года.
27 января 2019 года вышел сингл «Киви кошелёк» и видео с живой записью исполнения на YouTube-канале MONO.
7 апреля 2019 года альбом появился на стриминговых платформах. На обложке альбома изображён фрагмент ковра с орнаментом и граффити. Авторами обложками стали Артемий Кремер, Антон Моисеенко и Варвара Васильева.

## Музыка и лирика
На всех песнях «Ляоакына» поёт солистка и автор текстов группы, Варвара Краминова. Никита Чернат занимался продакшном, Сергей Какуркин исполнил партии на бас-гитаре; оба также записывали бэк-вокал для некоторых песен. В композиции «Посвящение соседу Филиппу» есть рэп-куплет, исполненный приглашённым музыкантом BollywoodFM. Обозреватель «По фактам» Лео Ковалёв назвал открывающую композицию «Киви кошелёк» «главным хитом релиза» — она же стала единственным синглом, предварявшим выход альбома.
Портал The-Flow охарактеризовал стиль альбома как «чудаковатый (в смысле „самобытный“) арт-поп». Александр Нурабаев из Colta назвал музыку «Хадн дадн» «экстравагантной смесью синти-попа и бардовской песни». Лео Ковалёв посчитал, что песни альбома «куда подвижнее и танцевальнее, чем в прошлогоднем „Тайном альбоме“», «с затейливыми и обаятельными мелодиями». Александр Горбачёв в своём канале в Telegram заявил, что «важно не только то, как поёт Варвара Краминова, очищая фольклорную русскую напевность от надежда-кадышевского китча, но и то, о чем она поёт: лоси, киви-кошелёк, наволочки, золотая карта „Рив Гоша“ — этих слов в русском музыкальном не бывало почти или вовсе; впору писать какой-то манифест про „новых повседневных“». Многие критики отмечали эклектичность альбома, соседство электроники и фолковых мотивов.
Сама Варвара Краминова описала альбом так: «В отличие от „Тайного альбома“, зрелого, задумчивого и печального, „Ляоакын“ в большинстве своем состоит из кричащих танцевальных треков, он витиеват и стремителен, как русский рейв, пестр, как платок, и многослоен, как сюрреализм». Краминова так прокомментировала тексты: «у нас очень одинокий лирический герой. Он всё время переживает и пытается найти связь с вещами или местами, которые попадаются ему на глаза».
Тексты «Ляоакына», как и в «Тайном альбоме», зачастую посвящены мелочам российского быта. Александр Филимонов из «Медузы» так охарактеризовал лирическое разнообразие альбома: «здесь поют ироничные благоглупости о наволочках со звездочками и золотой карте „Рив Гоша“, суровые рязанские пацаны соседствуют с Максимом Горьким в ночлежке, а на дискотеке танцуют и страдают по Свете под лютые биты от практически всамделишных The Prodigy». Обозреватель «The Village Казахстан» написал следующее о темах альбома: «эпохи, предметы, детские истории — все сумбурно перемешалось в магическом реализме „Хадн дадна»“, однако каким-то чудом встало на свои места и выглядит совершенно естественно, без малейшего намека на аляповатость». Он же посчитал, что в музыке «Ляоакына» можно найти «шикарные, совершенно непредсказуемые гармонии, то по-ребячески задорные, то народно-тягучие интонации самой Вари, крутые аранжировки». Редакторы издания «Сторона» написали, что в альбоме «восточные мотивы гармонично сочетаются с русскими-народными, быт с узорами на платках, хулиганы с индийскими дискотеками, а дети хотят на улицу. <...> „Ляоакын“ не просто большая пластинка о „родине“ (хотя не без этого), но манифест любви к ближнему, где общее сразу находится через мелочи».

## Реакция
Мнения критиков о «Ляоакын» варьировались от сдержанно благосклонных до восторженных. Обозреватель Colta Сергей Мезенов отозвался об альбоме положительно, однако посчитал, что он не раскрывает полного потенциала группы: «взлёты «Ляоакына» возносят «Хадн дадн» все выше — но падения не дают расправить крылья в полную силу». По мнению Александра Филимонова из «Медузы», с выходом альбома «Хадн дадн» «...на глазах вырастают в наиглавнейшую российскую инди-сенсацию». Александр Горбачёв назвал «Ляоакын» «изумительным парадоксальным электропопом», а также посчитал, что в случае группы «постепенно раскрывается по-настоящему большой талант, [...] это происходит прямо сейчас». Редакторы «Стороны» посчитали, что «„Ляоакын“ <...> — это про огромную работу со звуком и текстами, скрупулёзность, которая может быть незаметна».
По итогам года портал Time Out включил «Ляоакын» в число пятидесяти лучших альбомов 2019 года, интернет-журнал «Инде» включил альбом в список лучших альбомов года в рубрике «Семь альбомов, на которых девушки поют». Сайт «Ляоакын» поставил альбом на 41 место среди отечественных альбомов года, а издание «По фактам» — на 12 место. The-Flow также поставил песню «Киви кошелёк» на 41 место среди песен года.

## Список композиций
| №                   | Название                                          | Автор(ы)               | Длительность |
| ------------------- | ------------------------------------------------- | ---------------------- | ------------ |
| 1.                  | «Киви кошелёк»                                    | Хадн дадн              | 3:15         |
| 2.                  | «Рязань»                                          | Хадн дадн              | 4:03         |
| 3.                  | «Света»                                           | Хадн дадн              | 4:57         |
| 4.                  | «Пожар»                                           | Хадн дадн              | 3:28         |
| 5.                  | «Посвящение соседу Филиппу» (при уч. BollywoodFM) | Хадн дадн, BollywoodFM | 3:45         |
| 6.                  | «Гулять»                                          | Хадн дадн              | 3:26         |
| 7.                  | «Максим Горький»                                  | Хадн дадн              | 2:24         |
| 8.                  | «Осень»                                           | Хадн дадн              | 3:24         |
| 9.                  | «Наволочка»                                       | Хадн дадн              | 4:08         |
| 10.                 | «Золотая карта Рив Гоша»                          | Хадн дадн              | 3:58         |
| 11.                 | «Миша»                                            | Хадн дадн              | 3:18         |
| Общая длительность: | Общая длительность:                               | Общая длительность:    | 40:06        |